# Gasoline Alley
Gasoline Alley é o segundo álbum de estúdio do cantor Rod Stewart, lançado em Setembro de 1970.

## Faixas
Todas as faixas por Rod Stewart, exceto onde anotado.

### Lado 1
1. "Gasoline Alley" (Stewart, Ronnie Wood) – 4:02
2. "It's All Over Now" (Bobby Womack, Shirley Jean Womack) – 6:22
3. "Only a Hobo" (Bob Dylan) – 4:13
4. "My Way of Giving" (Ronnie Lane, Steve Marriott) – 3:55

### Lado 2
1. "Country Comfort" (Elton John, Bernie Taupin) – 4:42
2. "Cut Across Shorty" (Wayne Walker, Marijohn Wilkin) – 6:28
3. "Lady Day" – 3:57
4. "Jo's Lament" – 3:24
5. "You're My Girl (I Don't Want to Discuss It)" (Dick Cooper, Beth Beatty, Ernie Shelby) – 4:27

## Paradas
| Paradas (1970) | Posição |
| -------------- | ------- |
| Billboard 200  | 27      |

## Créditos
- Rod Stewart – Vocal, guitarra em "Jo's Lament"
- Martin Quittenton – Guitarra acústica, guitarra
- Ronnie Wood – Guitarra, guitarra acústica, baixo
- Ronnie Lane – Baixo, vocal em "My Way Of Giving"
- Ian McLagan – Piano, órgão
- Dennis O'Flynn – violino
- Dick Powell – Violino
- Stanley Matthews – Bandolim
- Mick Waller – Bateria
- Kenney Jones – Bateria
- Pete Sears – Piano, baixo